# Пандан

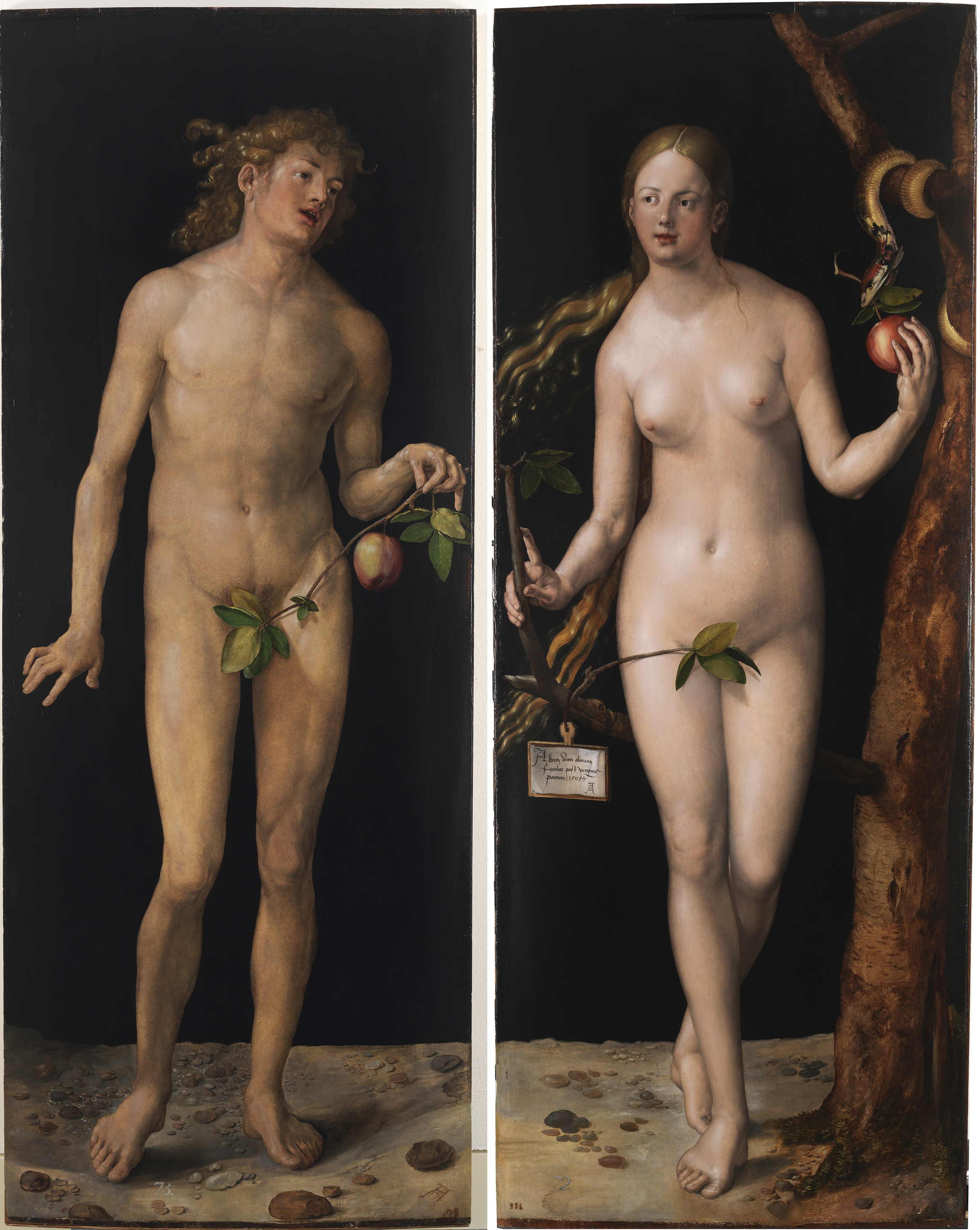
Диптих А. Дюрера «Адам і Єва»
полотна вивішені в Музеї Прадо панданом

Панда́н (фр. pendant) — парний з іншим предмет; назва схожого у чомусь на інше, відповідника, доповнення тощо. Переважно вживається щодо предметів мистецтва, літературних творів.
Приклади панданів:
- дві картини, рівні за величиною, схожі одна на одну і призначені висіти на стіні симетрично;
- дві статуї, відповідна одна одній розміром, позою і виразом зображених фігур;
- дві вази однакової форми і схожої орнаментації, поміщені обабіч середньої речі в камінній гарнітурі;
- два однакових свічники, що стоять на письмовому столі обабіч чорнильниці.

Приклади картин-панданів:
- «Адам і Єва» — картина Альбрехта Дюрера;
- «Стілець Вінсента з люлькою» та «Крісло Гогена» — картини Вінсента ван Гога[2].

Пандани можуть створюватися не одним, а кількома митцями: наприклад, мармурові групи «Тріумф Віри над Ідолопоклонством» Ж.-Б. Теодона та «Релігія скидає Єресь та Ненависть» П'єра Ле Гро-молодшого, що перебувають на вівтарі Святого Ігнатія Лайоли в Церкві святого імені Ісуса в Римі.